# Pachybrachius
Pachybrachius is een geslacht van wantsen uit de familie bodemwantsen (Lygaeidae). Het geslacht werd voor het eerst wetenschappelijk beschreven door Carl Wilhelm Hahn in 1826.

## Soorten
Het genus bevat de volgende soorten:

- Pachybrachius albocinctus Barber, 1953
- Pachybrachius biguttatus Curtis, J., 1831
- Pachybrachius bilobatus (Say, 1832)
- Pachybrachius capitatus (Horváth, 1882)
- Pachybrachius circumcinctus (Walker, F., 1872)
- Pachybrachius fasciatus (Fieber, 1861)
- Pachybrachius festivus (Distant, 1883)
- Pachybrachius fracticollis (Schilling, 1829)
- Pachybrachius insularis (Barber, 1925)
- Pachybrachius limbatus (Stål, 1876)
- Pachybrachius luridus Hahn, 1826
- Pachybrachius maculiferus (Uhler, 1861)
- Pachybrachius nesovinctus Ashlock, 1972
- Pachybrachius oculatus (Van Duzee, E.P., 1940)
- Pachybrachius pacificus (Stål, 1874)
- Pachybrachius pictus (Scott, 1880)
- Pachybrachius procinctus (Breddin, 1901)
- Pachybrachius pullatus Hesse, 1925
- Pachybrachius pusillus (Dallas, W.S., 1852)
- Pachybrachius recinctus (Breddin, 1901)
- Pachybrachius vaccaroi Mancini, C., 1954
- Pachybrachius vinctus (Say, 1832)